# 대비 (언어학)
의미론에서 대비 (對比)는 두 담론 부분 사이의 관계이다.

## 대비에 관하여
대비는 종종 명백하게 다음 예에서와 같이 그러나나 하지만 같은 표시로 표시된다.
1. 비가 오고 있다, 하지만 난 우산을 가지고 있지 않다.
2. 우리는 우리의 새로운 학생들을 위한 파티를 제공한다. 그러나 우리는 음료를 제공하지 않는다.
3. 학생은 금요일에 시험에 대해 알고 있었다, 하지만 여전히 그는 공부를 하지 않았다.